# EHF Champions League 2022-2023 (maschile)
L'EHF Champions League 2022-2023 è stata la 63ª edizione della Champions League, organizzata dall'EHF per squadre maschili di pallamano.

## Formato
Le sedici squadre sono divise in due gruppi da otto componenti ciascuno; viene disputato un girone all'italiana, con partite di andata e ritorno. Al termine delle gare del girone, le prime due classificate si qualificano direttamente ai quarti di finale, le squadre classificatesi dal terzo al sesto posto invece disputano gli ottavi di finale. 
Negli ottavi e nei quarti di finale si giocano sfide di andata e ritorno: chi nel punteggio complessivo vince, passa al turno successivo. Per quanto riguarda le Final Four, si disputano due semifinali in gara secca, dove le vincenti si sfideranno nuovamente in gara unica per la vittoria del torneo.

## Squadre partecipanti
Sulle sedici squadre partecipanti, dieci sono qualificate di diritto mentre alle altre sei verranno assegnate delle wild card.  A fare domanda per le wild card sono state tredici squadre. Il 29 giugno l'EHF ha ufficializzato le squadre partecipanti alla stagione 2022-2023.
| Ammesse direttamente | Ammesse direttamente | Ammesse direttamente |
| -------------------- | -------------------- | -------------------- |
| Paris-Saint Germain  | Magdeburgo           | GOG                  |
| Barcellona           | Kielce               | Dinamo Bucarest      |
| Pick Szeged          | Porto                | Kiel                 |
| Ammesse su invito    |                      |                      |
| Nantes               | Veszprém             | Aalborg              |
| Zagabria             | Wisła Płock          | Celje                |
| Elverum              |                      |                      |

## Fase a gironi

### Girone A

#### Classifica
| Pos | Squadra             | Pt | G  | V  | N | P  | GF  | GS  | DG  |
| --- | ------------------- | -- | -- | -- | - | -- | --- | --- | --- |
| 1.  | Paris-Saint Germain | 24 | 14 | 12 | 0 | 2  | 492 | 439 | +53 |
| 2.  | Magdeburgo          | 20 | 14 | 9  | 2 | 3  | 453 | 419 | +34 |
| 3.  | Veszprém            | 18 | 14 | 8  | 2 | 4  | 449 | 429 | +20 |
| 4.  | GOG                 | 15 | 14 | 7  | 1 | 6  | 459 | 454 | +5  |
| 5.  | Dinamo Bucarest     | 13 | 14 | 5  | 3 | 6  | 416 | 429 | -13 |
| 6.  | Wisła Płock         | 9  | 14 | 4  | 1 | 9  | 374 | 412 | -28 |
| 7.  | Zagabria            | 8  | 14 | 3  | 2 | 9  | 390 | 420 | -30 |
| 8.  | Porto               | 5  | 14 | 2  | 1 | 11 | 407 | 438 | -31 |

Legenda:
      Qualificata ai quarti di finale.
      Qualificata agli ottavi di finale.

#### Risultati
|                     | PSG   | MAG   | GOG   | POR   | DB    | VES   | WIP   | ZAG   |
| ------------------- | ----- | ----- | ----- | ----- | ----- | ----- | ----- | ----- |
| Paris-Saint Germain | ––––  | 33-37 | 41-36 | 32-30 | 33-26 | 37-35 | 37-33 | 40-31 |
| Magdeburgo          | 22-29 | ––––  | 36-34 | 41-36 | 34-33 | 32-25 | 33-27 | 35-25 |
| GOG                 | 30-35 | 33-32 | ––––  | 34-33 | 38-38 | 30-31 | 31-24 | 33-29 |
| Porto               | 33-35 | 31-31 | 26-32 | ––––  | 32-23 | 28-35 | 27-28 | 28-26 |
| Dinamo Bucarest     | 29-36 | 28-30 | 30-27 | 32-27 | ––––  | 31-31 | 32-27 | 27-27 |
| Veszprém            | 36-35 | 35-35 | 36-37 | 32-30 | 33-30 | ––––  | 32-22 | 32-28 |
| Wisła Płock         | 26-32 | 25-24 | 31-27 | 27-23 | 26-28 | 26-30 | ––––  | 26-30 |
| Zagabria            | 30-33 | 25-31 | 27-31 | 29-23 | 28-29 | 29-26 | 26-26 | –––-  |

### Girone B

#### Classifica
| Pos | Squadra     | Pt | G  | V  | N | P  | GF  | GS  | DG  |
| --- | ----------- | -- | -- | -- | - | -- | --- | --- | --- |
| 1.  | Barcellona  | 27 | 14 | 13 | 1 | 0  | 484 | 404 | +80 |
| 2.  | Kielce      | 22 | 14 | 11 | 0 | 3  | 465 | 427 | +38 |
| 3.  | Nantes      | 15 | 14 | 7  | 1 | 6  | 478 | 451 | +27 |
| 4.  | Kiel        | 15 | 14 | 6  | 3 | 5  | 460 | 440 | +20 |
| 5.  | Aalborg     | 13 | 14 | 6  | 1 | 7  | 445 | 438 | +7  |
| 6.  | Pick Szeged | 11 | 14 | 5  | 1 | 8  | 426 | 452 | -26 |
| 7.  | Celje       | 6  | 14 | 3  | 0 | 11 | 412 | 475 | -63 |
| 8.  | Elverum     | 3  | 14 | 1  | 1 | 12 | 398 | 481 | -83 |

Legenda:
      Qualificata ai quarti di finale.
      Qualificata agli ottavi di finale.

#### Risultati
|             | PSZ   | BAR   | CEL   | KIE   | KIEL  | NAN   | ELV   | AAL   |
| ----------- | ----- | ----- | ----- | ----- | ----- | ----- | ----- | ----- |
| Pick Szeged | ––––  | 28-35 | 36-27 | 28-31 | 36-33 | 28-28 | 30-23 | 29-41 |
| Barcellona  | 35-25 | ––––  | 38-30 | 32-28 | 26-24 | 34-29 | 40-30 | 32-26 |
| Celje       | 28-36 | 27-28 | ––––  | 30-33 | 38-36 | 24-35 | 29-26 | 31-34 |
| Kielce      | 37-30 | 31-32 | 38-30 | ––––  | 40-37 | 40-33 | 37-33 | 33-28 |
| Kiel        | 34-29 | 30-30 | 39-27 | 32-29 | ––––  | 37-33 | 36-26 | 36-36 |
| Nantes      | 35-30 | 33-37 | 31-32 | 30-33 | 38-30 | ––––  | 41-30 | 35-28 |
| Elverum     | 32-34 | 30-46 | 31-29 | 26-27 | 26-26 | 36-42 | ––––  | 25-33 |
| Aalborg     | 33-27 | 33-39 | 36-32 | 28-30 | 28-30 | 33-34 | 31-24 | –––-  |

## Fase ad eliminazione

### Ottavi di finale
| Squadra 1       | Totale | Squadra 2 | Andata | Ritorno        |
| --------------- | ------ | --------- | ------ | -------------- |
| Pick Szeged     | 56-74  | Veszprém  | 23-36  | 33-38          |
| Wisła Płock     | 62-61  | Nantes    | 32-32  | 30-29 (d.t.r.) |
| Aalborg         | 54-60  | GOG       | 30-28  | 24-32          |
| Dinamo Bucarest | 60-72  | Kiel      | 28-41  | 32-31          |

### Quarti di finale
| Squadra 1   | Totale | Squadra 2           | Andata | Ritorno |
| ----------- | ------ | ------------------- | ------ | ------- |
| Kiel        | 56-63  | Paris-Saint Germain | 27-31  | 29-32   |
| GOG         | 61-73  | Barcellona          | 30-37  | 31-36   |
| Wisła Płock | 50-52  | Magdeburgo          | 22-22  | 28-30   |
| Veszprém    | 56-60  | Kielce              | 29-29  | 27-31   |

### Final Four

#### Tabellone
|  | Semifinali          | Semifinali          | Semifinali  |        |            | Finale              | Finale              | Finale          |  |
|  |                     |                     |             |        |            |                     |                     |                 |  |
|  | Magdeburgo          | Magdeburgo          | 40 (d.t.r.) |        |            |                     |                     |                 |  |
|  | Magdeburgo          | Magdeburgo          | 40 (d.t.r.) |        |            |                     |                     |                 |  |
|  | Barcellona          | Barcellona          | 39          |        |            |                     |                     |                 |  |
|  | Barcellona          | Barcellona          | 39          |        | Magdeburgo | Magdeburgo          | 30 (d.t.s.)         |                 |  |
|  |                     |                     |             |        | Magdeburgo | Magdeburgo          | 30 (d.t.s.)         |                 |  |
|  |                     |                     | Kielce      | Kielce | 29         |                     |                     |                 |  |
|  | Paris-Saint Germain | Paris-Saint Germain | Kielce      | Kielce | 29         | 24                  |                     |                 |  |
|  | Paris-Saint Germain | Paris-Saint Germain |             |        |            | 24                  |                     |                 |  |
|  | Kielce              | Kielce              | 25          |        |            | Finale 3º posto     | Finale 3º posto     | Finale 3º posto |  |
|  | Kielce              | Kielce              | 25          |        |            |                     |                     |                 |  |
|  |                     |                     |             |        |            |                     |                     |                 |  |
|  |                     |                     |             |        |            | Barcellona          | Barcellona          | 37              |  |
|  |                     |                     |             |        |            | Barcellona          | Barcellona          | 37              |  |
|  |                     |                     |             |        |            | Paris-Saint Germain | Paris-Saint Germain | 31              |  |

#### Semifinali
| Arbitri: | Jónas Elíasson Anton Pálsson |

|                                   |                      |                                   |
| Smits 12                          | Marcatori            | N'Guessan 9                       |
| Hornke Smits Pettersson Saugstrup | Tiri di rigore 2 – 1 | Gómez Wanne Richardson Mem Petrus |

| Arbitri: | Václav Horáček Jiří Novotný |

|          |           |               |
| Steins 6 | Marcatori | A. Dujshebaev |

#### Finale 3º posto
| Arbitri: | Lars Jørum Håvard Kleven |

|        |           |                    |
| Janc 7 | Marcatori | N'Tanzi, Syprzak 7 |

#### Finale
| Arbitri: | Bojan Lah David Sok |

|         |           |                 |
| Smits 8 | Marcatori | A. Dujshebaev 8 |